# Kang Nŭng Su
Kang Nŭng Su (kor. 강능수, ur. 21 lutego 1930 w Pjongjangu, zm. 21 lipca 2015) – północnokoreański polityk, wicepremier KRLD, były minister kultury. Ze względu na przynależność do najważniejszych gremiów politycznych Korei Północnej, uznawany był za członka elity władzy KRLD. 

## Kariera
Kang Nŭng Su urodził się 21 lutego 1930 roku w Pjongjangu. Absolwent literatury koreańskiej na Uniwersytecie im. Kim Ir Sena.
Od marca 1973 wiceprzewodniczący Komitetu Centralnego Koreańskiego Stowarzyszenia Literackiego (kor. 조선작가동맹), a od lutego 1986 roku wicedyrektor Koreańskiego Wydawnictwa Literackiego (kor. 조선문학창작사). Od kwietnia 1989 szefował Literackiej Grupie Twórczej im. 15 kwietnia, zaś w Koreańskim Stowarzyszeniu Literackim objął funkcję wiceprzewodniczącego ds. literatury zjednoczeniowej. 
Dwukrotnie pełnił stanowisko ministra kultury Korei Północnej (w okresach wrzesień 1999 – wrzesień 2003 oraz czerwiec 2006 – styczeń 2010). W międzyczasie, od sierpnia 2000 przewodniczący Narodowej Komisji Środków Masowego Przekazu (kor. 조선공보위원회 lub 국가공보위원회). Od lutego do sierpnia 2010 przewodniczący Koreańskiego Instytutu Sztuki Filmowej (następca: Hong Kwang Sun, obecnie minister kultury KRLD).
Deputowany Najwyższego Zgromadzenia Ludowego KRLD, parlamentu KRLD, począwszy od XI kadencji (tj. od września 2003 roku do lipca 2015). W XI kadencji od września 2003 do kwietnia 2008 roku był wiceprzewodniczącym NZL. Podczas 3. Konferencji Partii Pracy Korei 28 września 2010 roku po raz pierwszy zasiadł w Komitecie Centralnym PPK.
Po śmierci Kim Dzong Ila w grudniu 2011 roku, Kang Nŭng Su znalazł się na wysokim, 33. miejscu w 233-osobowym Komitecie Żałobnym. Świadczyło to o formalnej i faktycznej przynależności Kang Nŭng Su do grona ścisłego kierownictwa politycznego Koreańskiej Republiki Ludowo-Demokratycznej. Według specjalistów, miejsca na listach tego typu określały rangę polityka w hierarchii aparatu władzy.

## Odznaczenia
Odznaczony Orderem Kim Ir Sena (sierpień 1997).